# Marie Kuhlmann (écrivaine)
Pour les articles homonymes, voir Marie Kuhlmann (homonymie).
Marie Kuhlmann, née le 26 juin 1943 à Saverne dans le Bas-Rhin, est une écrivaine régionaliste française.

## Œuvres

### Fiction
Série Ceux de la Grande Vallée
- Les Liens de sang, Bouxwiller, France, Éditions Bastberg, coll. « Histoires de terroirs », 2003, 412 p.  (ISBN 2-84823-019-3)
- Vent de colère, Bouxwiller, France, Éditions Bastberg, coll. « Histoires de terroirs », 2004, 415 p.  (ISBN 2-84823-031-2)
- À pas de loup, Bouxwiller, France, Éditions Bastberg, coll. « Histoires de terroirs », 2005, 412 p.  (ISBN 2-84823-046-0)

- La série est rééditée au Presses de la Cité, dans la coll. « Romans Terres de France ».
Autres œuvres
- Le Puits Amélie, Paris, Presses de la Cité, coll. « Romans Terres de France », 2007, 312 p.  (ISBN 2-258-07292-1)
- Passeurs d’ombre, Paris, Presses de la Cité, coll. « Romans Terres de France », 2009, 365 p.  (ISBN 978-2-258-07712-6)
- Les Filles du pasteur Muller, Paris, Presses de la Cité, coll. « Romans Terres de France », 2010, 373 p.  (ISBN 978-2-258-08095-9)
- Le Complot des indienneurs, Paris, Presses de la Cité, coll. « Romans Terres de France », 2011, 324 p.  (ISBN 978-2-258-08578-7)
- Les Revenants du Haut-Barr, Paris, Presses de la Cité, coll. « Romans Terres de France », 2012, 303 p.  (ISBN 978-2-258-09102-3)
- Les Frères amish, Paris, Presses de la Cité, coll. « Romans Terres de France », 2013, 399 p.  (ISBN 978-2-258-10112-8)
- Vivre ensemble ou mourir, Paris, Presses de la Cité, coll. « Romans Terres de France », 2014, 323 p.  (ISBN 978-2-258-10995-7)
- Les Chimères de l’exil, Paris, Presses de la Cité, coll. « Romans Terres de France », 2016, 347 p.  (ISBN 978-2-258-11832-4)

### Essais
- Dans l’armée du Kaiser : carnets de guerre d'un Alsacien, 1914-1920, Munster, France, Éditions Degorce, 2017, 196 p.  (ISBN 9791097601164)